# North Washington (Iowa)
North Washington és una població dels Estats Units a l'estat d'Iowa. Segons el cens del 2000 tenia 118 habitants.

## Demografia
Segons el cens del 2000, North Washington tenia 118 habitants, 47 habitatges, i 32 famílies. La densitat de població era de 227,8 habitants/km².
Dels 47 habitatges en un 53,2% hi vivien nens de menys de 18 anys, en un 57,4% hi vivien parelles casades, en un 6,4% dones solteres, i en un 29,8% no eren unitats familiars. En el 25,5% dels habitatges hi vivien persones soles el 17% de les quals corresponia a persones de 65 anys o més que vivien soles. El nombre mitjà de persones vivint en cada habitatge era de 2,51 i el nombre mitjà de persones que vivien en cada família era de 3,03.
Per edats la població es repartia de la següent manera: un 31,4% tenia menys de 18 anys, un 6,8% entre 18 i 24, un 30,5% entre 25 i 44, un 19,5% de 45 a 60 i un 11,9% 65 anys o més.
L'edat mediana era de 34 anys. Per cada 100 dones de 18 o més anys hi havia 88,4 homes.
La renda mediana per habitatge era de 38.542 $ i la renda mediana per família de 41.667 $. Els homes tenien una renda mediana de 29.306 $ mentre que les dones 26.250 $. La renda per capita de la població era de 15.611 $. Entorn del 7,9% de les famílies i el 5,8% de la població estaven per davall del llindar de pobresa.

## Poblacions més properes
El següent diagrama mostra les poblacions més properes.